# موزه گرافیک ایران
موزه گرافیک ایران یکی از موزه‌های شهر تهران و اولین موزه طراحی گرافیک آسیا است. این موزه در عمارت ارباب هرمز در منطقه مجیدآباد واقع است. در گنجینه این موزه هر آنچه که به عنوان تاریخ طراحی گرافیک ایران شناخته می‌شود، نگهداری می‌شود.

## کمیتهٔ موزه انجمن صنفی طراحان گرافیک
از زمان تأسیس انجمن صنفی طراحان گرافیک ایران، در سال ۱۳۷۷ ایجاد موزه طراحی گرافیک ایران به عنوان یکی از اهداف بلندمدت انجمن در دستور کار قرار گرفت. به همین منظور، کمیته موزه با هدف گردآوری، حفظ و نمایش آنچه به عنوان تاریخ طراحی گرافیک ایران شناخته می‌شود با هدف تأسیس موزه گرافیک در اردیبهشت ۱۳۷۹ آغاز به کار نمود. این کمیته با سرپرستی مجید بلوچ شروع به فعالیت نمود. از برنامه‌های نخستین این کمیته این بود که اطلاعیه‌های خود برای جستجو و کشف تاریخ گمشده گرافیک ایران را هدف قرار داد و از همه مشتاقانی که در حافظهٔ خود خاطره‌ای از گرافیک دهه‌های گذشتهٔ ایران را حفظ کرده‌اند، طلب یاری نمود تا نشانی آثار قدیمی مرتبط با گرافیک در ایران را به دست آورد و شخصیت‌های گمنام این عرصه در سال‌های آغازین آن را کشف کند. پس از مدتی که به ساختارسازی کلی و نوشتن اساسنامه و آیین‌نامه گذاشته شد بالاخره کار کمیته در سه بخش اساسی شروع شد:
مصاحبه با اساتید و دریافت آثار، مرمت و نگهداری، پژوهش و بانک الکترونیک.

بعد از فراخوان همکاری بیش از ۶۰ الی ۷۰ تن از اساتید آثار خود و دیگران را که در نزد خود نگهداشته بودند به کمیته اهدا کردند. آثار گنجینهٔ موزه گرافیک ایران در تابستان ۱۳۹۰ از ۶۰۰۰ اثر گذشته است، در این گنجینه بیش از ۳۵۰۰ پوستر تعداد زیادی آرت ورک و اعلان‌هایِ تک‌رنگ قدیمی، بسته‌بندی‌های سال‌های دور، کتاب، کاتالوگ، مجلات هنری، عنوان‌بندی، نشانه، عکس و فیلم و ابزار و وسایل کار هنرمندان در آرشیو کمیته موزه نگهداری می‌شود. مرکز و بانک اطلاعات گرافیک آماده کمک به دانشجویان و پژوهشگرانی است که مشغول به تحقیق در مورد بخشی از تاریخ گرافیک ایران هستند. همکاری‌های لازم با برگزارکنندگان چند نمایشگاه گرافیک از دیگر فعالیت‌های کمیته موزه تاکنون بوده است. با گذشت زمان و جمع‌آوری آثار، کمیته موزه به برپایی نمایشگاه‌های ادواری به منظور نشان دادن بخشی از تاریخ گرافیک ایران پرداخت. اولین مجموعه آثار در سال ۱۳۸۸ با عنوان گنجینه بی‌مکان در هفته گرافیک همان سال در خانه هنرمندان برپا شد.

## نمایشگاه‌های برگزار شده توسط کمیته موزه گرافیک
- ۳ اردیبهشت ۱۳۸۸: گنجینه بی‌مکان نمایشگاه جنبی هفته طراحی گرافیک ۱۳۸۸[۶][۷]

پوستر هفته طراحی گرافیک ۸۸ - نمایشگاه گنجینهٔ بی‌مکان

آثار نادیده‌ای از تاریخ گرافیک ایران که کمیته موزه در طی سال‌ها با کمک اعضای فعال خود (داود شیرمحمدی، محمد عرفانیان، مریم رونقی، ایمان صفایی، هدی استادی مقدم، امیرعلی قاسمی، مریم پروانه و جواد میرحسینی و …) به نمایش درآمد. در این نمایشگاه آرت ورک‌های دهه‌های ۳۰ و ۴۰ و تصویرسازی‌های دهه‌های ۳۰ و پوسترهایی از طراحانی چون مرتضی ممیز، قباد شیوا، فرشید مثقالی و .. به نمایش درآمد.

مکان برگزاری: خانه هنرمندان ایران

دبیر اجرایی نمایشگاه گنجینه بی‌مکان و کپی رایتر: بابک اربابی

طراح پوستر: آریا کسایی
- ۱۱ اسفند ۱۳۹۱: منتخبی از گنجینهٔ پوسترهای تئاتر ۱۳۴۸ تا ۱۳۶۸[۸]

پوستر نمایشگاه منتخبی از گنجینهٔ پوسترهای تئاتر ۱۳۴۸ تا ۱۳۶۸

در این نمایشگاه آثاری از مرتضی ممیز، آیدین آغداشلو، آربی اوانسیان، فریدون آو، امیرحسین اثباتی، فرشید مثقالی، ابراهیم حقیقی، بهزاد غریب‌پور، قباد شیوا، واحد خاکدان، علیرضا اسماعیلی، محسن امانی، مصطفی اوجی، آشور بانیپال بابلا، محمدعلی بنی‌اسدی، تقی بهلولی، ژینوس تقی‌زاده، شهریار تیمورپور، بیژن ثقةالاسلامی، بهزاد حاتم، محمد حمزه، بهرام خائف، علی خسروی، خسرو خورشیدی، محمدرضا دادگر، احمد درخشان، مصطفی رمضانی، عباس سارنج، امیر سلیمانی، شهرام شهمیری، شاپور شهیدی، شراره صادقی، امید صادقی، بیژن صفاری، محمدحسن فرجی، رضا کرم‌رضایی، فریدون کوچکیان، مصطفی کی‌پور، شهرام گلپریان، علی‌اصغر محتاج، افسانه محمدی، هومن مرتضوی، مهنوش مشیری، مصورزاده، معظمی، تابش میرمیرانی، مرتضی نبی‌پور، جمشید نرسی، عباس نعلبندیان، محمد وجدانی، تربتی، حسینی‌پور، موحد، جرجانی، محجوبی، آرشامیان، فرخی، صمدیان، علیاری، همدانی و نیز تعدادی پوستر بدون امضای دیگر از طراحان گمنام به نمایش گذاشته شد.

محل برگزاری: موزه امام علی
شورای سیاست گذاری و برنامه‌ریزی: فرزاد ادیبی، اونیش امین الهی، پریسا تشکری، علی رشیدی، کوروش قاضی مراد، ساعد مشکی
دبیر نمایشگاه: پریسا تشکری

طراح پوستر: قباد شیوا
- ۸ شهریور ۱۳۹۲: گوشه، منتخبی از پوسترهای موسیقی[۹][۱۰][۱۱]

پوستر نمایشگاه گوشه

این رویداد به نمایش گوشه‌ای از پوسترهای موسیقی ایران اختصاص داشت و شامل آثاری از ژوبین آصف جاه، صادق بریرانی، ابراهیم حقیقی، بهزاد حاتم، درخشانی، قباد شیوا، فوزی حسن‌تهرانی، مرتضی ممیز و محمد وجدانی که در سه دههٔ ۱۳۴۰، ۱۳۵۰ و ۱۳۶۰ خورشیدی تولید شده‌اند، بود.
گشایش این نمایشگاه همراه با رونمایی کتابی از آثار نمایشگاه و مقالاتی دربارهٔ پیوندهای موسیقی و گرافیک بود.
شورای سیاست گذاری و برنامه‌ریزی: فرزاد ادیبی، اونیش امین الهی، پریسا تشکری، علی رشیدی، کوروش قاضی مراد، ساعد مشکی
محل برگزاری: موزه امام علی

دبیر نمایشگاه: مازیار تهرانی

طراح پوستر: مجید کاشانی
- ۴ بهمن ۱۳۹۲: بازدید، منتخبی از پوسترهای نمایشگاه‌های هنرهای تجسمی[۱۲]

پوستر نمایشگاه بازدید

این نمایشگاه منتخبی بود از ۹۸ پوستر نمایشگاه‌های هنرهای تجسمی ایران از طراحانی چون محمد احصایی، آرمان استپانیان، مصطفی اسدالهی، کارل اشلامینگر، فرهاد باتمانقلیچ، آراپیک باغداساریان، صادق بریرانی، محمدعلی بنی‌اسدی، رویین پاکباز، کامران حسینی، ابراهیم حقیقی، محمدرضا دادگر، عباس سارنج، جلال شباهنگی، عباس شیشه‌گران، طلوعی، ابوالفضل عالی، قباد شیوا، فوزی حسن‌تهرانی، بهروز متین‌صفت، فرشید مثقالی، پرویز محلاتی، مرتضی ممیز، مسعود مهرابی، موحد، نیکزاد نجومی و علی وزیریان که در سال‌های ۱۳۴۰، ۱۳۵۰ و۱۳۶۰ خورشیدی تولید شده بودند. همچنین گشایش این نمایشگاه همراه با رونمایی کتابی از آثار به نمایش درآمده بود.
شورای سیاست گذاری و برنامه‌ریزی: فرزاد ادیبی، اونیش امین الهی، پریسا تشکری، علی رشیدی، کوروش قاضی مراد، ساعد مشکی
محل برگزاری:موزه امام علی

دبیر نمایشگاه: مریم رونقی

طراح پوستر: مجید بلوچ

## افتتاح اولین موزه گرافیک ایران

پوستر افتتاحیه موزه گرافیک ایران

در ۲۸ دی ماه ۱۳۹۳ با مساعدت سازمان زیباسازی شهر تهران و هیئت مدیره دوره ششم انجمن صنفی طراحان گرافیک توانست اولین موزه طراحی گرافیک آسیا را در بنای ارباب هرمز که از دوران قاجار بازمانده است، تأسیس کند. هم‌زمان با افتتاح موزه و به مناسبت بازگشایی آن، کتابی از آثار گنجینهٔ موزه گرافیک ایران به چاپ رسید.
شورای سیاست گذاری و برنامه‌ریزی تأسیس اولین موزه گرافیک ایران: فرزاد ادیبی، اونیش امین الهی، مجید بلوچ، پریسا تشکری، محسن سلیمانی، علی رشیدی، کوروش قاضی مراد، ساعد مشکی

مدیر پروژه افتتاحیه موزه گرافیک: بابک اربابی

گروه اجرایی افتتاحیه: مریم رونقی، فریبا سلیمانی روزبهانی، داود شیرمحمدی، محمد عرفانیان، محمدمهدی مجیدی‌راد.

طراح پوستر: مصطفی اسداللهی

## نمایشگاه برگزار شده توسط موزه گرافیک
اولین نمایشگاه بعد از افتتاحیهٔ موزه گرافیک با عنوان با چشم‌های کودکی همزمان با هفته ملی کودک در ۲۳ مهرماه ۱۳۹۴ افتتاح شد.
- ۲۳ مهر ۱۳۹۴: با چشم‌های کودکی[۱۶]

پوستر نمایشگاه با چشم‌های کودکی

مجموعه‌های به نمایش درآمده، روایت‌گر سیر تحول و تطور طراحی کتاب کودک از ورود فناوری چاپ و عکاسی تا ظهور طراحی گرافیک در ایران هستند. از آثار ارزشمند این نمایشگاه می‌توان به نخستین کتاب چهار رنگ ایرانی اشاره کرد که در چاپخانه بانک ملی به زیور طبع درآمده است. آثار هنرمندانی چون محمود جوادی‌پور، مرتضی ممیز، فرشید مثقالی، علی‌اکبر صادقی، بهزاد حاتم، پرویز کلانتری، ابوالفضل همتی آهویی، پرویز محلاتی، علی‌اصغر محتاج و دیگر تصویرگران عرصه کتاب کودک بر غنای این نمایشگاه افزوده‌اند.

طراح پوستر: سیامک پورجبار

طراح گرافیک محیطی: بابک اربابی

## نشانی
اتوبان همت شرق، اتوبان باقری شمال، بلوار استقلال شرق، خیابان قزوینی، محوطه پارک پلیس شمالی، موزه گرافیک ایران